# Convocazioni per la World Cup of Hockey 2004
Ciascuna squadra partecipante alla World Cup of Hockey 2004 consisteva in 23 giocatori (attaccanti e difensori) e 3 portieri.

## Gruppo Nordamerica

### Canada
Allenatore:  Pat Quinn.
| N. | Pos. | Nome                  | Anno | Alt. | Peso | Tiro | Squadra             |
| -- | ---- | --------------------- | ---- | ---- | ---- | ---- | ------------------- |
| 1  | P    | Roberto Luongo        | 1979 | 190  | 93   | L    | Florida Panthers    |
| 2  | D    | Eric Brewer           | 1979 | 191  | 100  | L    | Edmonton Oilers     |
| 3  | D    | Jay Bouwmeester       | 1983 | 193  | 96   | R    | Florida Panthers    |
| 4  | A    | Vincent Lecavalier    | 1981 | 193  | 100  | L    | Tampa Bay Lightning |
| 6  | D    | Wade Redden           | 1977 | 188  | 95   | L    | Ottawa Senators     |
| 9  | A    | Shane Doan            | 1976 | 188  | 100  | R    | Phoenix Coyotes     |
| 10 | A    | Brenden Morrow        | 1977 | 180  | 93   | L    | Dallas Stars        |
| 12 | A    | Jarome Iginla         | 1977 | 185  | 94   | R    | Calgary Flames      |
| 15 | A    | Dany Heatley          | 1981 | 191  | 98   | L    | Atlanta Thrashers   |
| 18 | A    | Kirk Maltby           | 1979 | 183  | 88   | R    | Detroit Red Wings   |
| 21 | A    | Simon Gagné           | 1980 | 185  | 88   | L    | Philadelphia Flyers |
| 22 | D    | Scott Hannan          | 1979 | 185  | 102  | L    | San Jose Sharks     |
| 26 | A    | Martin St. Louis      | 1975 | 173  | 80   | L    | Tampa Bay Lightning |
| 27 | D    | Scott Niedermayer - A | 1973 | 185  | 91   | L    | New Jersey Devils   |
| 28 | D    | Robyn Regehr          | 1980 | 191  | 103  | L    | Calgary Flames      |
| 30 | P    | Martin Brodeur        | 1982 | 188  | 100  | L    | New Jersey Devils   |
| 33 | A    | Kris Draper           | 1971 | 178  | 85   | L    | Detroit Red Wings   |
| 39 | A    | Brad Richards         | 1980 | 185  | 90   | L    | Tampa Bay Lightning |
| 52 | D    | Adam Foote            | 1971 | 188  | 103  | R    | Colorado Avalanche  |
| 55 | D    | Ed Jovanovski         | 1976 | 188  | 95   | L    | Vancouver Canucks   |
| 60 | P    | José Théodore         | 1976 | 180  | 83   | R    | Montreal Canadiens  |
| 66 | A    | Mario Lemieux - C     | 1965 | 194  | 105  | R    | Pittsburgh Penguins |
| 91 | A    | Joe Sakic - A         | 1969 | 180  | 88   | L    | Colorado Avalanche  |
| 94 | A    | Ryan Smyth            | 1976 | 188  | 86   | L    | Edmonton Oilers     |
| 97 | A    | Joe Thornton          | 1979 | 193  | 106  | L    | Boston Bruins       |

LEGENDA:

P = Portiere, D = Difensore, A = Attaccante, L = sinistra, R = destra

### Russia
Allenatore:  Zinėtula Biljaletdinov.
| N. | Pos. | Nome                   | Anno | Alt. | Peso | Tiro | Squadra              |
| -- | ---- | ---------------------- | ---- | ---- | ---- | ---- | -------------------- |
| 5  | D    | Vitalij Višnevskij     | 1980 | 188  | 98   | L    | Mighty Ducks Anaheim |
| 6  | D    | Anton Volčenkov        | 1982 | 187  | 102  | L    | Ottawa Senators      |
| 8  | A    | Aleksandr Ovečkin      | 1985 | 188  | 106  | R    | Dinamo Mosca         |
| 9  | A    | Dainius Zubrus         | 1978 | 196  | 102  | L    | Washington Capitals  |
| 10 | D    | Oleh Tverdovs'kyj      | 1976 | 185  | 95   | L    | Avangard Omsk        |
| 11 | D    | Darjus Kasparajtis - A | 1972 | 179  | 94   | L    | New York Rangers     |
| 12 | A    | Oleg Kvaša             | 1978 | 199  | 104  | R    | New York Islanders   |
| 13 | A    | Pavel Dacjuk           | 1978 | 180  | 88   | L    | Detroit Red Wings    |
| 14 | A    | Sergej Samsonov        | 1978 | 174  | 84   | R    | Boston Bruins        |
| 14 | A    | Aleksej Jašin - A      | 1973 | 193  | 103  | R    | New York Islanders   |
| 15 | A    | Oleg Petrov            | 1971 | 178  | 81   | L    | Ginevra-Servette     |
| 22 | A    | Dmitrij Afanasenkov    | 1980 | 183  | 81   | R    | Tampa Bay Lightning  |
| 24 | A    | Aleksandr Frolov       | 1982 | 188  | 93   | R    | Los Angeles Kings    |
| 25 | A    | Viktor Kozlov          | 1975 | 195  | 100  | R    | New Jersey Devils    |
| 27 | A    | Aleksej Kovalёv - C    | 1973 | 187  | 101  | L    | Montreal Canadiens   |
| 29 | D    | Aleksandr Chavanov     | 1972 | 186  | 90   | L    | St. Louis Blues      |
| 30 | P    | Il'ja Bryzgalov        | 1980 | 191  | 95   | L    | Mighty Ducks Anaheim |
| 31 | A    | Artëm Čubarov          | 1979 | 186  | 92   | L    | Vancouver Canucks    |
| 32 | D    | Andrej Markov          | 1978 | 183  | 94   | R    | Montreal Canadiens   |
| 35 | P    | Aleksandr Formičёv     | 1979 | 178  | 82   | L    | Sibir’ Novosibirsk   |
| 39 | P    | Maksim Sokolov         | 1972 | 182  | 92   | L    | Avangard Omsk        |
| 45 | D    | Dmitrij Kalinin        | 1980 | 191  | 95   | L    | Buffalo Sabres       |
| 51 | A    | Andrej Kovalenko       | 1970 | 182  | 103  | L    | Montreal Canadiens   |
| 55 | D    | Sergej Gončar          | 1974 | 188  | 95   | L    | Washington Capitals  |
| 61 | A    | Maksim Afinogenov      | 1979 | 183  | 86   | L    | Buffalo Sabres       |
| 71 | A    | Il'ja Kovalčuk         | 1983 | 188  | 104  | R    | Atlanta Thrashers    |

LEGENDA:

P = Portiere, D = Difensore, A = Attaccante, L = sinistra, R = destra

### Slovacchia
Allenatore:  Ján Filc.
| N. | Pos. | Nome                  | Anno | Alt. | Peso | Tiro | Squadra             |
| -- | ---- | --------------------- | ---- | ---- | ---- | ---- | ------------------- |
| 2  | D    | Branislav Mezei       | 1982 | 192  | 104  | L    | Florida Panthers    |
| 3  | D    | Zdeno Chára           | 1977 | 206  | 117  | L    | Ottawa Senators     |
| 6  | D    | Radoslav Suchý        | 1976 | 188  | 93   | L    | Phoenix Coyotes     |
| 7  | D    | Martin Štrbák         | 1975 | 191  | 92   | L    | Pittsburgh Penguins |
| 8  | D    | Martin Cibák          | 1980 | 185  | 92   | L    | Tampa Bay Lightning |
| 10 | A    | Marián Gáborík        | 1982 | 185  | 90   | L    | Minnesota Wild      |
| 15 | A    | Jozef Stümpel - A     | 1972 | 191  | 99   | R    | Los Angeles Kings   |
| 16 | A    | Vladimír Országh      | 1977 | 180  | 86   | L    | Nashville Predators |
| 17 | D    | Ľubomír Višňovský     | 1976 | 178  | 85   | L    | Los Angeles Kings   |
| 18 | A    | Miroslav Šatan - C    | 1974 | 188  | 88   | L    | Buffalo Sabres      |
| 19 | A    | Branko Radivojević    | 1980 | 185  | 92   | R    | Philadelphia Flyers |
| 20 | A    | Richard Zedník        | 1976 | 183  | 87   | L    | Montreal Canadiens  |
| 21 | A    | Radovan Somík         | 1977 | 191  | 89   | R    | Philadelphia Flyers |
| 23 | A    | Ľuboš Bartečko        | 1976 | 183  | 84   | L    | Sparta Praga        |
| 25 | P    | Ján Lašák             | 1979 | 183  | 93   | L    | Pardubice           |
| 27 | A    | Ladislav Nagy         | 1979 | 180  | 87   | L    | Phoenix Coyotes     |
| 30 | A    | Miroslav Hlinka       | 1972 | 188  | 95   | L    | PSG Zlín            |
| 31 | P    | Rastislav Staňa       | 1980 | 186  | 79   | L    | Washington Capitals |
| 37 | P    | Peter Budaj           | 1982 | 183  | 91   | L    | Colorado Avalanche  |
| 38 | A    | Pavol Demitra - A     | 1974 | 183  | 93   | L    | St. Louis Blues     |
| 41 | D    | Richard Lintner       | 1977 | 188  | 97   | R    | Djurgården          |
| 43 | D    | Jaroslav Obšut        | 1976 | 186  | 95   | L    | Vancouver Canucks   |
| 74 | A    | Ladislav Cierny       | 1973 | 183  | 85   | L    | Lada Togliatti      |
| 81 | A    | Marián Hossa          | 1979 | 187  | 95   | L    | Ottawa Senators     |
| 82 | A    | Rastislav Pavlikovský | 1977 | 180  | 85   | L    | Leksand             |

LEGENDA:

P = Portiere, D = Difensore, A = Attaccante, L = sinistra, R = destra

### Stati Uniti
Allenatore:  Ron Wilson.
| N. | Pos. | Nome                | Anno | Alt. | Peso | Tiro | Squadra             |
| -- | ---- | ------------------- | ---- | ---- | ---- | ---- | ------------------- |
| 2  | D    | Brian Leetch - A    | 1968 | 185  | 85   | L    | Toronto Maple Leafs |
| 3  | D    | Aaron Miller        | 1971 | 190  | 95   | R    | Los Angeles Kings   |
| 6  | D    | Eric Weinrich       | 1966 | 185  | 95   | R    | St. Louis Blues     |
| 7  | A    | Keith Tkachuk       | 1972 | 188  | 105  | L    | St. Louis Blues     |
| 9  | A    | Mike Modano - A     | 1970 | 191  | 94   | L    | Dallas Stars        |
| 10 | D    | Paul Martin         | 1981 | 185  | 91   | L    | New Jersey Devils   |
| 11 | A    | Tony Amonte         | 1970 | 183  | 87   | L    | Philadelphia Flyers |
| 12 | A    | Brian Rolston       | 1973 | 188  | 97   | L    | Minnesota Wild      |
| 13 | A    | Bill Guerin         | 1970 | 188  | 100  | R    | Dallas Stars        |
| 15 | A    | Jamie Langenbrunner | 1975 | 185  | 93   | R    | New Jersey Devils   |
| 16 | A    | Brett Hull          | 1964 | 180  | 91   | R    | Phoenix Coyotes     |
| 19 | A    | Scott Gomez         | 1979 | 180  | 91   | L    | New Jersey Devils   |
| 20 | D    | Ken Klee            | 1971 | 185  | 98   | R    | Toronto Maple Leafs |
| 21 | A    | Bryan Smolinski     | 1971 | 185  | 92   | R    | Ottawa Senators     |
| 22 | A    | Steve Konowalchuk   | 1972 | 185  | 90   | L    | Colorado Avalanche  |
| 24 | D    | Chris Chelios - C   | 1962 | 183  | 87   | R    | Detroit Red Wings   |
| 28 | D    | Brian Rafalski      | 1973 | 178  | 87   | R    | Detroit Red Wings   |
| 29 | P    | Rick DiPietro       | 1981 | 185  | 95   | R    | New York Islanders  |
| 30 | D    | Ty Conklin          | 1976 | 183  | 83   | L    | Edmonton Oilers     |
| 33 | A    | Craig Conroy        | 1971 | 188  | 88   | R    | Los Angeles Kings   |
| 37 | A    | Chris Drury         | 1976 | 178  | 86   | R    | Buffalo Sabres      |
| 39 | A    | Doug Weight         | 1971 | 180  | 89   | L    | St. Louis Blues     |
| 42 | P    | Robert Esche        | 1978 | 188  | 92   | L    | Philadelphia Flyers |
| 55 | A    | Jason Blake         | 1973 | 178  | 82   | L    | New York Islanders  |

LEGENDA:

P = Portiere, D = Difensore, A = Attaccante, L = sinistra, R = destra

## Gruppo Europa

### Finlandia
Allenatore:  Raimo Summanen.
| N. | Pos. | Nome               | Anno | Alt. | Peso | Tiro | Squadra             |
| -- | ---- | ------------------ | ---- | ---- | ---- | ---- | ------------------- |
| 3  | D    | Kimmo Timonen      | 1975 | 178  | 89   | L    | Nashville Predators |
| 5  | D    | Ossi Väänänen      | 1980 | 193  | 98   | L    | Colorado Avalanche  |
| 6  | D    | Sami Salo          | 1974 | 191  | 98   | R    | Vancouver Canucks   |
| 7  | D    | Aki-Petteri Berg   | 1977 | 192  | 98   | L    | Toronto Maple Leafs |
| 8  | A    | Teemu Selänne      | 1970 | 183  | 91   | R    | Colorado Avalanche  |
| 9  | A    | Niklas Hagman      | 1979 | 183  | 93   | L    | Florida Panthers    |
| 10 | A    | Ville Nieminen     | 1977 | 183  | 91   | L    | Calgary Flames      |
| 11 | A    | Saku Koivu - C     | 1974 | 178  | 82   | L    | Minnesota Wild      |
| 12 | A    | Olli Jokinen - A   | 1978 | 190  | 98   | R    | Florida Panthers    |
| 15 | A    | Tuomo Ruutu        | 1983 | 185  | 96   | L    | Chicago Blackhawks  |
| 16 | A    | Ville Peltonen     | 1973 | 180  | 85   | L    | Lugano              |
| 21 | A    | Mikko Koivu        | 1983 | 188  | 85   | L    | TPS                 |
| 22 | A    | Mikko Eloranta     | 1972 | 183  | 88   | L    | TPS                 |
| 24 | A    | Antti Laaksonen    | 1973 | 183  | 82   | L    | Minnesota Wild      |
| 25 | A    | Jukka Hentunen     | 1974 | 178  | 90   | R    | Friburgo-Gottéron   |
| 26 | A    | Jere Lehtinen      | 1973 | 183  | 88   | R    | Dallas Stars        |
| 27 | D    | Teppo Numminen - A | 1968 | 185  | 90   | R    | Dallas Stars        |
| 30 | P    | Kari Lehtonen      | 1983 | 190  | 88   | L    | Atlanta Thrashers   |
| 32 | D    | Toni Lydman        | 1977 | 185  | 91   | L    | Calgary Flames      |
| 34 | P    | Miikka Kiprusoff   | 1976 | 183  | 82   | L    | Calgary Flames      |
| 35 | P    | Vesa Toskala       | 1988 | 179  | 85   | L    | San Jose Sharks     |
| 36 | A    | Riku Hahl          | 1980 | 184  | 93   | L    | Colorado Avalanche  |
| 37 | A    | Jarkko Ruutu       | 1975 | 185  | 92   | L    | Vancouver Canucks   |
| 39 | A    | Niko Kapanen       | 1978 | 177  | 80   | L    | Dallas Stars        |
| 44 | D    | Janne Niinimaa     | 1991 | 186  | 100  | L    | Jokerit             |

LEGENDA:

P = Portiere, D = Difensore, A = Attaccante, L = sinistra, R = destra

### Germania
Allenatore:  Franz Reindl.
| N. | Pos. | Nome               | Anno | Alt. | Peso | Tiro | Squadra             |
| -- | ---- | ------------------ | ---- | ---- | ---- | ---- | ------------------- |
| 1  | P    | Oliver Jonas       | 1979 | 183  | 80   | L    | Eisbären Berlino    |
| 5  | D    | Rob Leask          | 1971 | 188  | 93   | L    | Eisbären Berlino    |
| 7  | D    | Sascha Goc         | 1979 | 187  | 103  | R    | Adler Mannheim      |
| 10 | D    | Christian Ehrhoff  | 1982 | 188  | 90   | L    | San Jose Sharks     |
| 12 | D    | Mirko Lüdemann     | 1973 | 180  | 83   | L    | Kölner Haie         |
| 13 | D    | Christoph Schubert | 1982 | 190  | 103  | L    | Ottawa Senators     |
| 17 | A    | Jochen Hecht       | 1977 | 185  | 87   | L    | Buffalo Sabres      |
| 19 | A    | Marco Sturm        | 1978 | 185  | 88   | L    | San Jose Sharks     |
| 21 | A    | Stefan Ustorf      | 1974 | 181  | 88   | L    | Krefeld Pinguine    |
| 22 | A    | Martin Reichel     | 1973 | 187  | 86   | L    | Frankfurt Lions     |
| 26 | A    | Daniel Kreutzer    | 1979 | 176  | 87   | L    | DEG Metro Stars     |
| 27 | A    | Tobias Abstreiter  | 1970 | 175  | 84   | L    | Kassel Huskies      |
| 31 | D    | Andreas Renz       | 1977 | 183  | 94   | L    | Kölner Haie         |
| 32 | A    | Tomáš Martinec     | 1976 | 183  | 86   | L    | Adler Mannheim      |
| 34 | A    | Eduard Lewandowski | 1980 | 187  | 94   | L    | Kölner Haie         |
| 37 | P    | Olaf Kölzig        | 1970 | 190  | 102  | L    | Washington Capitals |
| 49 | A    | Klaus Kathan       | 1977 | 182  | 85   | R    | Adler Mannheim      |
| 57 | A    | Marcel Goc         | 1983 | 184  | 91   | L    | San Jose Sharks     |
| 58 | D    | Lasse Kopitz       | 1980 | 191  | 90   | R    | Nürnberg Ice Tigers |
| 72 | A    | Petr Fical         | 1977 | 178  | 82   | R    | Nürnberg Ice Tigers |
| 73 | A    | Tino Boos          | 1975 | 184  | 85   | R    | Kölner Haie         |
| 76 | D    | Stephan Retzer     | 1976 | 182  | 88   | L    | Kassel Huskies      |
| 80 | P    | Robert Müller      | 1980 | 172  | 85   | L    | Krefeld Pinguine    |
| 84 | D    | Dennis Seidenberg  | 1981 | 184  | 95   | L    | Philadelphia Flyers |

LEGENDA:

P = Portiere, D = Difensore, A = Attaccante, L = sinistra, R = destra

### Rep. Ceca
Allenatore:  Vladimir Růžička
| N. | Pos. | Nome               | Anno | Alt. | Peso | Tiro | Squadra               |
| -- | ---- | ------------------ | ---- | ---- | ---- | ---- | --------------------- |
| 2  | D    | Jiří Fischer       | 1980 | 196  | 101  | L    | Detroit Red Wings     |
| 3  | D    | Marek Židlický     | 1977 | 180  | 86   | R    | Nashville Predators   |
| 4  | D    | Roman Hamrlík      | 1974 | 188  | 101  | L    | New York Islanders    |
| 6  | D    | Jaroslav Špaček    | 1974 | 180  | 93   | L    | Columbus Blue Jackets |
| 8  | D    | Marek Malík        | 1975 | 198  | 109  | L    | Vancouver Canucks     |
| 9  | A    | David Výborný      | 1975 | 183  | 88   | L    | Columbus Blue Jackets |
| 15 | D    | Tomáš Kaberle      | 1978 | 185  | 90   | L    | Toronto Maple Leafs   |
| 16 | A    | Petr Čajánek       | 1975 | 180  | 80   | L    | St. Louis Blues       |
| 17 | A    | Petr Sýkora        | 1976 | 183  | 86   | L    | Mighty Ducks Anaheim  |
| 20 | A    | Radek Dvořák       | 1977 | 188  | 91   | R    | Edmonton Oilers       |
| 20 | A    | Václav Prospal     | 1975 | 188  | 90   | L    | Mighty Ducks Anaheim  |
| 21 | A    | Robert Reichel - C | 1971 | 178  | 83   | L    | Toronto Maple Leafs   |
| 23 | A    | Milan Hejduk       | 1976 | 183  | 86   | R    | Colorado Avalanche    |
| 24 | A    | Martin Havlát      | 1981 | 188  | 98   | L    | Ottawa Senators       |
| 26 | A    | Patrik Eliáš       | 1976 | 185  | 88   | L    | New Jersey Devils     |
| 26 | A    | Martin Ručínský    | 1971 | 185  | 94   | L    | Vancouver Canucks     |
| 28 | A    | Martin Straka      | 1972 | 175  | 82   | L    | Los Angeles Kings     |
| 29 | P    | Tomáš Vokoun       | 1976 | 183  | 88   | R    | Nashville Predators   |
| 30 | A    | Jiří Dopita        | 1968 | 193  | 103  | L    | Pardubice             |
| 32 | P    | Roman Čechmánek    | 1971 | 191  | 96   | L    | Los Angeles Kings     |
| 41 | D    | Martin Škoula      | 1979 | 190  | 101  | L    | Mighty Ducks Anaheim  |
| 63 | A    | Josef Vašíček      | 1980 | 193  | 104  | L    | Carolina Hurricanes   |
| 68 | A    | Jaromír Jágr       | 1976 | 191  | 109  | L    | New York Rangers      |
| 71 | A    | Jiří Šlégr         | 1971 | 185  | 95   | L    | Boston Bruins         |
| 72 | P    | Petr Bříza         | 1964 | 184  | 82   | L    | Sparta Praga          |
| 75 | A    | Tomáš Vlasák       | 1975 | 183  | 80   | R    | Ak Bars Kazan’        |

LEGENDA:

P = Portiere, D = Difensore, A = Attaccante, L = sinistra, R = destra

### Svezia
Allenatore:  Hardy Nilsson.
| N. | Pos. | Nome                 | Anno | Alt. | Peso | Tiro | Squadra              |
| -- | ---- | -------------------- | ---- | ---- | ---- | ---- | -------------------- |
| 2  | D    | Mattias Öhlund       | 1976 | 191  | 100  | L    | Vancouver Canucks    |
| 3  | D    | Kim Johnsson         | 1976 | 185  | 88   | L    | Philadelphia Flyers  |
| 5  | D    | Nicklas Lidström - A | 1970 | 188  | 84   | L    | Detroit Red Wings    |
| 6  | D    | Dick Tärnström       | 1970 | 185  | 93   | L    | Pittsburgh Penguins  |
| 8  | D    | Christian Bäckman    | 1980 | 191  | 95   | L    | St. Louis Blues      |
| 10 | A    | Andreas Johansson    | 1973 | 183  | 85   | L    | Nashville Predators  |
| 11 | A    | Daniel Alfredsson    | 1972 | 182  | 90   | R    | Ottawa Senators      |
| 12 | A    | Daniel Sedin         | 1980 | 186  | 90   | L    | Vancouver Canucks    |
| 13 | A    | Mats Sundin - C      | 1971 | 193  | 100  | R    | Toronto Maple Leafs  |
| 14 | D    | Mattias Norström     | 1972 | 188  | 101  | L    | Los Angeles Kings    |
| 17 | D    | Marcus Ragnarsson    | 1971 | 183  | 95   | L    | Philadelphia Flyers  |
| 18 | A    | Marcus Nilson        | 1978 | 188  | 88   | R    | Calgary Flames       |
| 19 | A    | Markus Näslund       | 1973 | 183  | 87   | L    | Vancouver Canucks    |
| 20 | A    | Henrik Sedin         | 1980 | 188  | 91   | L    | Vancouver Canucks    |
| 21 | A    | Peter Forsberg       | 1973 | 183  | 93   | L    | Colorado Avalanche   |
| 22 | A    | Per-Johan Axelsson   | 1975 | 185  | 86   | L    | Boston Bruins        |
| 26 | A    | Samuel Påhlsson      | 1977 | 181  | 94   | L    | Mighty Ducks Anaheim |
| 29 | A    | Nils Ekman           | 1976 | 183  | 84   | L    | San Jose Sharks      |
| 30 | P    | Henrik Lundqvist     | 1982 | 185  | 90   | L    | Västra Frölunda HC   |
| 32 | P    | Mikael Tellqvist     | 1979 | 180  | 86   | L    | Toronto Maple Leafs  |
| 33 | A    | Fredrik Modin        | 1974 | 193  | 100  | L    | Tampa Bay Lightning  |
| 34 | D    | Daniel Tjärnqvist    | 1976 | 188  | 91   | L    | Atlanta Thrashers    |
| 35 | P    | Tommy Salo           | 1971 | 183  | 81   | L    | Colorado Avalanche   |
| 40 | A    | Henrik Zetterberg    | 1980 | 182  | 88   | L    | Detroit Red Wings    |
| 72 | A    | Jörgen Jönsson       | 1972 | 184  | 89   | L    | Färjestad            |
| 96 | A    | Tomas Holmström      | 1973 | 183  | 94   | L    | Detroit Red Wings    |

LEGENDA:

P = Portiere, D = Difensore, A = Attaccante, L = sinistra, R = destra